# Brian: egy kutya élete (Family Guy)
A Brian: egy kutya élete (angolul Brian: Portrait of a Dog) a Family Guy első évadjának a hetedik (utolsó) része, melyet az amerikai FOX csatorna mutatott be 1999. május 16-án, egy héttel a hatodik epizód után. Magyarországon a Comedy Central mutatta be 2008. október 13-án.
|  | Alább a cselekmény részletei következnek! |

## Cselekmény
Quahogt szokatlanul magas hőhullám éri el, és mivel Griffinéknek nincs légkondicionálójuk, őket is megviseli. Peter megtudja, hogy az éves kutyakiállítást Quahogban rendezik, és a fődíja 500 dollár, amiből már tudnának légkondicionálót venni. Peter meggyőzi a vonakodó Briant, hogy vegyen részt a versenyen. Brian jól is szerepel, még arra is van ideje, hogy egy slukkot is szívjon a cigiből a verseny közepén, már majdnem megnyeri az első helyet. A végén azonban, amikor Briannek pitiznie kellene a kajáért, maradék büszkeségére hivatkozva nem teljesíti, és faképnél hagyja Petert.
Hazafelé menet a kocsiban Peter és Brian addig veszekszik, míg Brian kiszáll a kocsiból. Este a rendőrség viszi haza Briant, akiért Peternek 10 dollár büntetést kell fizetnie, a póráz rendelet megsértése miatt. Peter és Brian között tovább nő a feszültséget, Peter még azt is Brian szemére veti, hogy amikor befogadta, egy kóbor kutya volt csak. Brain ezen úgy megsértődik, hogy elhagyja a házat. Az utcán kóborol, ahol is különböző megaláztatások érik (kutya mivolta miatt), és végül busz pályaudvaron kénytelen aludni. Peter egy macskát vesz új házi kedvencnek, amelyről azonban kiderül, hogy nagyon szeleburdi, és vég nélkül piszkálja Petert. Mire Peternek is elkezd hiányozni Brian, és bocsánatot akar kérni tőle, addigra Briant számos megpróbáltatás éri: nem szolgálják ki a boltban, kirúgják az étteremből, és rendőrök üldözik, amiért ivókútból ivott. Brian hajléktalan lesz, és megtámad egy járókelőt, aki nem hiszi el, hogy valaha jó kutya volt. Briant letartóztatják, majd méreg injekció általi halálra ítélik. Peter levelet ír MacGyvernek, hogy mentse meg a kutyát, és mellékel a levélhez egy szívószálat, egy befőttes gumit és egy gemkapcsot. Sajnos, a mellékelt tárgyakból készített eszköz nem működik, sőt MacGyver szemét találja el.
Peter elintézi, hogy az ügyet újratárgyalja a városi bíróság. Brian eközben a börtönben a jogot tanulmányozza, hogy magát képviselje a tárgyaláson védőként. Épp precedensként próbálja igézni a Plessy (Lassie) kontra Ferguson ügyet, amikor is a bíróság képtelenségnek ítéli, hogy egy kutyát hallgatnak meg, és elvezettetik Briant. Peter ekkor közbelép, és egy szívhez szóló beszédet mond, ami úgy meghatja a családot, hogy ők is bevallják régi bűnüket: Chris ellopott 10 dollárt Megtől, aki ugyanennyit lopott Loistól, aki évek óta 10 dolláros bankjegyet hamisít. Az esküdtszék még mindig nincs Brian oldalán, de Peter 20 dollárt ajánl érte, amit váratlanul elfogadnak, és szabadon engedik. A bíróságról kilépve Briannek megengedik, hogy igyon az ivókútból, ezzel is bizonyítva, hogy ugyanolyan jogokkal rendelkezik, mint a társadalom többi tagja.
Otthon, amikor kettesben maradnak, Brian – a kutyák kedveskedő módján – megnyalja Peter arcát, de utána megfenyegeti, hogy megöli, ha erről valaha is beszél bárkinek.

## Érdekességek
- Ebben a részben szerepel először Stewie macija, Rupert.

## Külső hivatkozások
- Brian: egy kutya élete az Internet Movie Database-ben (angolul)
- Brian: egy kutya élete a Rotten Tomatoeson (angolul)
- Brian: egy kutya élete a Box Office Mojón (angolul)